# Bijagarni, Belgaum
Bijagarni là một làng thuộc tehsil Belgaum, huyện Belgaum, bang Karnataka, Ấn Độ.